# Apteka Radziecka w Toruniu
Apteka Radziecka w Toruniu – apteka założona w 1623 roku w Toruniu, położona na rogu ulicy Szerokiej i Łaziennej. Od czasu zamknięcia Apteki Królewskiej, działającej w latach 1389–2011, była to najstarsza działająca apteka w Toruniu. W 2019 roku aptekę zamknięto. Kamienica, w której znajdowała się apteka, została wpisana do rejestru zabytków.

## Historia
Zgodę na otwarcie nowej apteki w Toruniu Rada Miejska wydała 30 grudnia 1622 roku. Aptekę założono na początku 1623 roku. Była to wówczas czwarta apteka w mieście. Zgoda na otwarcie nowego obiektu w Toruniu była sprzeczna z postanowieniem Rady Miejskiej z 1572 roku oraz przywilejem nadanym przez Stafana Batorego z 1576 roku, które ograniczały liczbę aptek działających w mieście do trzech. Aptekę Radziecką założył pochodzący z Lipska aptekarz Martin Schweickert. Nazwa Radziecka pochodzi od rad miejskich, odpowiedzialnych za zakładanie aptek w miastach. Godłem apteki był herb Torunia, zawieszone na wysokości pierwszego piętra. Głównymi klientami apteki byli rajcowie i ich rodziny.
W 1649 roku Jan II Kazimierz Waza potwierdził przywileje nadane aptece. Podczas epidemii dżumy w Toruniu Marcin Schweickert otrzymał zgodę na produkcję teriaku. Schweickert był zobowiązany do płacenia czynszu, do 1625 roku w wysokości dwustu guldenów, a następnie trzystu. Przez pierwsze trzy lata działalności apteki Schweickert był zwolniony z wszystkich obciążeń miejskich. W 1636 roku aptekarz otrzymał zgodę na dzierżawę obiektu.
Po śmierci Schweickerta, jego żona wyszła ponownie za maż, za aptekarza Gottfrieda Reinhardta. W 1655 roku przybył on do Torunia i przejął prowadzenie apteki. W pierwszej połowie XVIII wieku apteka należała do Adama Reinhardta, ostatniego przedstawiciela tej rodziny. Nie zachowały się informacje o aptekarzach pracujących od połowy XVIII wieku do połowy XIX wieku. W 1854 roku właścicielem apteki został C. Donisch, a w 1866 A. Kahserling. W latach 1880–1884 właścicielem apteki był G. Schiller. Następnym właścicielami apteki byli: aptekarz Jacob Julius Nathan, E. Schenck, C. Tacht (od 1892), Kawczyński. Większość właścicieli zatrudniała pomocników.
Ze względu na liczne zniszczenia, na początku XX wieku podjęto decyzję o postawieniu nowego budynku apteki. Pierwszy plan nowego budynku stworzono w 1907 roku, jednak nie został on zrealizowany. Nowe plany (w październiku i listopadzie 1911 roku) stworzył Erich Jerusalem. Na podstawie jego planu wybudowano nową siedzibę apteki. Według planów  szczycie domu miała znaleźć się figura Merkurego (zamiast niej umieszczono figurę Atlasa). Na planie z 1911 roku pomięto umieszczenie godła. Na tę decyzję wpłynął ówczesny właściciel apteki Martin Auerbach. Podczas I i częściowo podczas II wojny światowej godło znajdowało się wewnątrz apteki. W 1942 roku godło ponownie powieszono nad wejściem do apteki.
W 1920 roku właścicielem apteki została magister M. Michalska. 4 grudnia 1926 roku sprzedała budynek magistrowi farmacji Maksymilianowi Zgodzie. Zgodę na przejęcie i prowadzenie apteki Pomorski Urząd Wojewódzki wydał 25 kwietnia 1927 roku. Zgoda prowadził aptekę do czasu okupacji niemieckiej. Podczas wojny apteka nosiła nazwę „Raths Apotheke”. Prowadził ją niemiecki aptekarz Gerhardt Haase. Rozbudował on aptekę poprzez dołączenie do niego sąsiedniego sklepu, od strony ulicy Łaziennej. Haase założył tam biuro, służące również jako pokój lekarza dyżurnego. Po II wojnie światowej Zgoda odzyskał aptekę, którą prowadził do 1951 roku.
W 1951 roku apteka została upaństwowiona. W latach 1951–1956 apteka nosiła nazwę „Apteki Społecznej Nr 67”. W czasie Polskiej Rzeczypospolitej Ludowej kierownikami apteki byli: mgr farm. Jadwiga Kryszczyńska (1951–1958) i mgr farm. Aleksander Szałek (1958–1966). Następną kierowniczką apteki była Maria Reca-Mikołajczak, prowadząca aptekę do swojej śmierci 20 kwietnia 2012 roku. W 2019 roku aptekę zamknięto.

## Budynek
Na wysokości trzeciego piętra znajduje się rzeźba Atlasa, dźwigającego sklepienie niebieskie.